# 阿倍小殿浄足
阿倍小殿 浄足（あべのおとの の きよたり）は、奈良時代後期の人物。氏姓は秦毗登のち阿倍小殿朝臣。伊予国の人。官位は正七位上。・越中目

## 経歴
その記録は称徳朝に集中して現れている。
『続日本紀』には、天平神護2年（766年）3月に、伊予国の人である従七位上秦浄足ら11人が「阿倍小殿朝臣」姓を授かった旨が記されており、その際に浄足の言上した浄足の言葉が記されている。
「孝徳天皇の朝廷は、大山上の安倍小殿小鎌を伊予国に派遣して、朱砂（赤色の顔料）を採掘させました。小鎌はそこで、秦首の娘を娶って、子の伊与麻呂を生みました。伊与麻呂は父祖の氏を継がずに、秦首姓ばかりを名乗っていました。浄足はその後裔です」。
史書に現れるのは、この箇所のみだが、同3年（767年）4月2日の越中国司解及び、同年5月7日の同国司解（「東大寺墾田地検校帳」）には、「正七位下行目阿倍小殿朝臣浄足」と署しており、神護景雲元年（767年）11月16日の同国司解（「東大寺墾田地図目録帳」）に越中目、正七位上と署がある。この時は「調使」ともある。

## 官歴
注記のないものは『続日本紀』による
- 時期不詳：従七位上
- 天平神護2年（766年）3月3日：秦毗登から阿倍小殿朝臣に改氏姓。
- 天平神護3年（767年）4月2日：見正七位下・越中目（『大日本古文書』による）。神護景雲元年11月16日：兼貢調使（『大日本古文書』・『東南院文書』などによる）